# Jay Farrar
Jay Farrar (Belleville, Illinois, 26 de diciembre de 1966) es un músico estadounidense que actualmente vive en St. Louis, Misuri. Exmiembro de dos grupos con éxito de la crítica, Uncle Tupelo y Son Volt, comenzó su carrera solista en 2001. Más allá de ser compositor, también toca la guitarra, la armónica y es cantante.